# Uitdam
Uitdam est un village de la province de Hollande-Septentrionale aux Pays-Bas. Il fait partie de la commune de Waterland. Elle est située sur le bord de l'IJsselmeer à environ 12 km au nord-est d'Amsterdam.
La population de Uitdam (district statistique) est d'environ 160 habitants (2004).

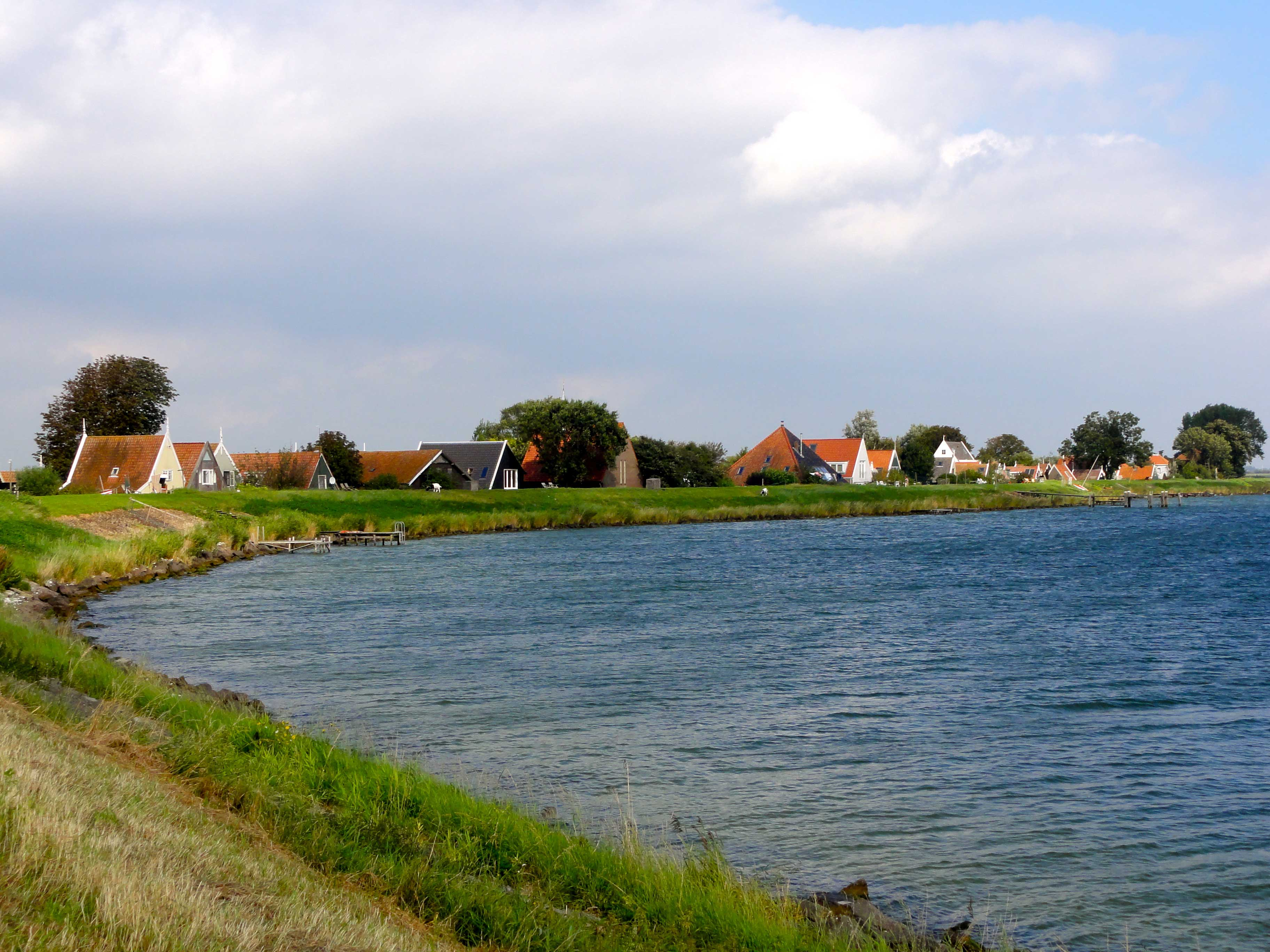
Vue générale du village.